# Magasházi Mónika
Magasházi Mónika, transznemű nő, független transzjogi aktivista, DEI Coach (LMBTQ fókusszal), Transzegészségközpont alapító és vezető.

## Tevékenysége
2022. augusztusban alapította meg a Transzegészségközpontot , mely egy virtuális tér (honlap) transznemű emberek támogatására, segítésére, a társadalom képzésére a transzneműséggel összefüggésben.
Elindította a Transzegészségközpont Facebook oldalt, mely a transznemű emberek testi, lelki egészségével foglalkozik szakmai megközelítésből, valamint később egy YouTube csatornát is indított többségében oktató videókkal. 
Korábban projekt koordinátorként működött együtt a Háttér Társasággal. Részt vett Jodi Picoult – Jennifer Finney Boylan – Bódító méz című könyv transznemű vonatkozású részeinek lektorálásában, és segítette Sári Edina – Tűzszivárvány – Transznapló című könyvének bemutatóját, valamint Dr. Mangó Gabriella: Szélcsengő című kisfilmjének forgatókönyvét.
2022-ben a Nyitottak Vagyunk szervezet egyik PRIDE kampányarca.
2023-ban a Budapesti Nemzetközi Dokumentumfilm fesztiválon, majd 2024-ben az Ausztrál Queer Dokumentumfilm fesztiválon, majd 2025-ben a Brüsszeli Független Film Fesztiválon kiválasztásra és versenyprogramba került a Kezét Csókolom című dokumentumfilm, melynek főszereplője, A filmet Jeremy Luke Bolatag készítette.
2025-ben a film megnyerte a legjobb rövid dokumentumfilm kategóriát a Brüsszeli Független Film Fesztiválon.
2024 -ben a világ egyik legnagyobb nemzetközi nonprofit szervezete az AVAAZ felkérte egy nemzetközi kampányban való részvételre. A kampány célja  hogy Brüsszelben, az Európai Parlamentben beszéljen arról, hogy milyen veszélyei vannak a jobb/szélsőjobb megerősödésének. tíz találkozót bonyolított le három nap alatt melyek során beszélt a magyar kormány alapvető emberi jogsértéseiről melyek a transznemű emberek mindennapjait érintik.
Az Egyenlítő alapítvány tiszteletbeli taggá választotta, és megindította a közös együttműködést az alapítvánnyal.
Cégeknek, munkáltatóknak tartott műhely foglalkozásokat transznemű és nem bináris emberek foglalkoztatására való felkészülés témakörében, valamint segítette a transznemű munkavállalókat állásinterjúkra való felkészítésben, önéletrajz megírásában és az élet bármilyen területén történt elakadásukban. Folyamatosan kereste a lehetőséget az LMBTQ közösségek támogatására, megalapítására és működtetésre a munkahelyeken és a civil életben egyaránt.
2024. év végén Álomvalóság címmel írt edukációs regényt a transzneműségről, mely ingyenesen letölthető.

## Fontosabb publikációk, médiamegjelenések
- Heti Havas - Havas Henrik vendége Magasházi Mónika. YouTube
- Népszava – Amikor "diszkrét formában" vagyok meleg vagy transznemű. (Hozzáférés: 2024. szeptember 28.)
- Népszava – Harsány helyett csendes sokszínűséget. (Hozzáférés: 2024. augusztus 4.)
- Magyar Hang interjú – „Utálom az érzékenyítést”. (Hozzáférés: 2024. július 5.)
- Interjú Independent – Hungary’s LGBT+ community calls out PM Orban: ‘We live in a bubble of terror. (Hozzáférés: 2024. június 28.)
- Interjú Deutche Welle fellépés az európai szélsőjobb erősödése ellen. (Hozzáférés: 2024. május 28.)
- Népszava – „A valóságot nem lehet átfesteni!”. (Hozzáférés: 2023. július 16.)
- Felszólalás – Dr. Perintfalvi Rita: Szabadság körei: LMBTQ az új migráns? (video). (Hozzáférés: 2023. május 10.)
- 444.hu Szabadnem blog – Az anyák napja margójára, egy transznemű nőtől, aki apa. (Hozzáférés: 2023. május 7.)
- Interjú – nlc.hu – „Úgy éreztem, nem bírom tovább, megőrülök” – interjú Magasházi Mónika transzjogi aktivistával. (Hozzáférés: 2023. március 31.)
- Interjú – divany.hu/ index.hu –  ÉVTIZEDEKEN ÁT ÉLTE KÉT EMBER ÉLETÉT A TRANSZNEMŰ MÓNI: NYITOTTSÁGOT KÉR TŐLED IS. (Hozzáférés: 2022. augusztus 29.)
- Saját írás – nlc.hu –  „Mónika bennem van, és ki akar törni” – egy transzszexuális nő, aki apaként él”. (Hozzáférés: 2019. július 6.)